# エー・シー・エス債権管理回収
エー・シー・エス債権管理回収株式会社（エー・シー・エスさいけんかんりかいしゅう、ACMC）は、千葉県千葉市に本社を置く日本の債権管理回収業者で、イオンフィナンシャルサービス株式会社の子会社。

## 概要
債権管理回収業に関する特別措置法に基づく法務大臣の許可を受けている、1999年にイオンフィナンシャルサービスの子会社として設立された債権管理回収会社（サービサー）である。近年はデジタル技術を活用した債権回収や、回収コンサルティングサービスの展開にも取り組んでいる。
また、経済産業省によって2019年、2020年度に健康経営優良法人、2021年、2023年、2024年度に健康経営優良法人（ホワイト500）に認定されている。

## 沿革
- 1999年2月 - イオンクレジットサービスの債権管理事業部門より独立し、同社の子会社としてエー・シー・エスクレジットマネジメント株式会社を設立
- 1999年8月 - 現社名に商号変更
- 1999年11月 - 債権管理回収業許可